# Valette, Cantal

Valette este o comună în departamentul Cantal, Franța. În 1 ianuarie 2022 avea o populație de 237 de locuitori.